# Kennard Bos
Kennard Bos (Eindhoven, 5 februari 1970) is een Nederlandse scenarioschrijver en uitvoerend producent.
Bos behaalde zijn schooldiploma aan het Rijnlands Lyceum. In 1994 studeerde hij af aan de Hogeschool voor de Kunsten. Na het behalen van zijn diploma schreef hij mee aan de destijds nieuwe soapserie Onderweg naar Morgen. De laatste decennia is hij verbonden aan de soap Goede tijden, slechte tijden. In die periode schreef hij veel scripts en werd hij later aangesteld als hoofdschrijver. Sinds de zomer van 2008 werkt Bos als uitvoerend producent van de serie. De laatste jaren heeft hij deze functie gedeeld met Esther Thedinga, Annemieke van Vliet en Simone van Gigch. 